# Ermanno Randi
Ermanno Randi, all'anagrafe Ermanno Rossi (Arezzo, 27 aprile 1920 – Roma, 1º novembre 1951), è stato un attore italiano.

## Biografia

### Gli inizi
Iniziò ad esibirsi sui palcoscenici del varietà e fu scoperto da Anna Magnani che lo notò tra i ballerini della propria compagnia e lo fece recitare in quella di Nino Taranto come attore di rivista.
Nel 1946 esordisce nella prosa con la parte da protagonista in Lo scambio di Paul Claudel, per la regia di Jacopo Darca pseudonimo di Corrado Pavolini. Nel 1948 è Amiens - uno dei personaggi al seguito del duca - in Rosalinda (o come vi piace), con la Compagnia Italiana di Prosa diretta da Luchino Visconti, con debutto al Teatro Eliseo di Roma.

### Nella Folgore
Durante la seconda guerra mondiale si arruolò nella sezione paracadutisti della Divisione Folgore e combatté al seguito dell'8ª Armata Alleata sul fronte di Cassino, rendendosi popolare nell'esercito per aver creato e diretto una compagnia teatrale composta da militari.

## Divo del cinema

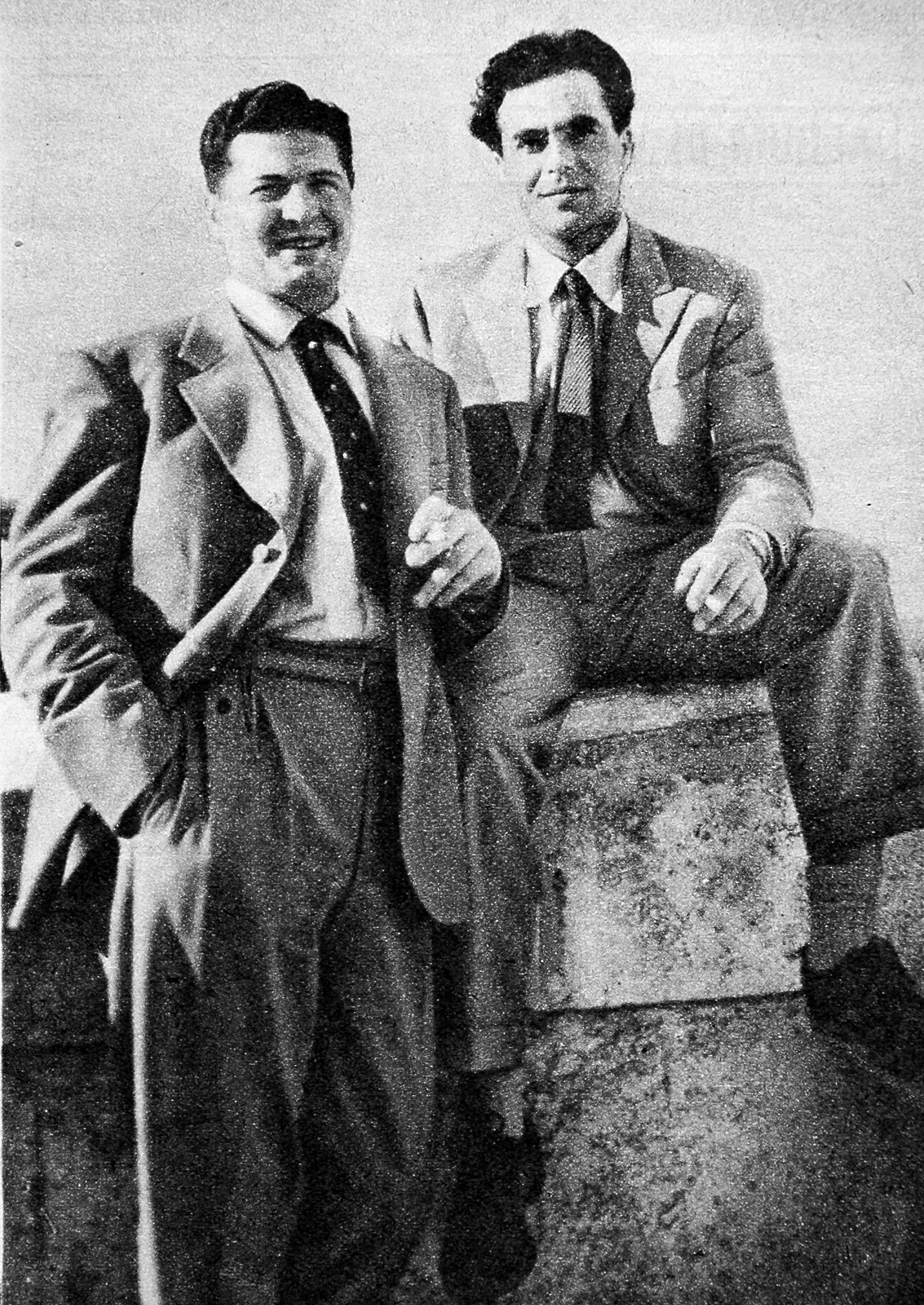
Ermanno Randi (a destra) con il compagno e futuro assassino Giuseppe Maggiore

Alla fine del conflitto iniziò a frequentare l'Accademia nazionale d'arte drammatica, entrando poi, con Caccia tragica di Giuseppe De Santis (1947), nell'ambiente cinematografico, idoneo a mettere in luce la sua notevole presenza scenica e le sue ottime qualità drammatiche, adatte sia a ruoli da comprimario che da protagonista.
Nel 1950 Randi raggiunse una notevole popolarità interpretando, con vigore e ottima aderenza fisica, il ruolo del protagonista del film di Aldo Vergano I fuorilegge, che affrontava il problema del banditismo siciliano.
Con il film successivo, Enrico Caruso, leggenda di una voce di Giacomo Gentilomo (1951), di cui fu protagonista assieme a Gina Lollobrigida e Lamberto Picasso, divenne un vero divo. Nello stesso anno partecipò al film Lebbra bianca con l'esordiente Sophia Loren.
Grazie a questo successo, nell'ottobre dello stesso anno ebbe un nuovo ruolo, nel melodramma patriottico Trieste mia! di Mario Costa. Poiché la ripresa finale del film non risultò soddisfacente il regista la fece ripetere numerose volte sul set costruito a Fiumicino, trascinandosi fino all'alba del 1º novembre.

### La tragica fine
Per questo motivo Randi rientrò stanco ed assonnato alle tre del mattino nel suo appartamento di Roma, dove lo attendeva il convivente Giuseppe Maggiore, il quale, non volendo credere che il ritardo del compagno fosse dovuto solo a cause di lavoro, in un impeto di gelosia gli sparò sei colpi di rivoltella, di cui tre lo colpirono uccidendolo. Al momento della morte, Randi aveva appena finito di girare tre film, che furono distribuiti postumi tra il 1951 ed il 1952.

## Filmografia[3]
- Caccia tragica, regia di Giuseppe De Santis (1947)
- Riso amaro, regia di Giuseppe De Santis (1948)
- Anni difficili, regia di Luigi Zampa (1948)
- L'ebreo errante, regia di Goffredo Alessandrini (1948)
- Le due madonne, regia di Enzo Di Gianni (1949)
- Vespro siciliano, regia di Giorgio Pàstina (1949)
- Le mura di Malapaga, regia di René Clément (1949)
- I fuorilegge, regia di Aldo Vergano (1949)
- Le due madonne, regia di Enzo Di Gianni e Giorgio Simonelli (1949)
- Turri il bandito, regia di Enzo Trapani (1950)
- La scogliera del peccato, regia di Roberto Bianchi Montero (1950)
- Il sentiero dell'odio, regia di Sergio Grieco (1950)
- Il nido di falasco, regia di Guido Brignone (1950)
- Enrico Caruso, leggenda di una voce, regia di Giacomo Gentilomo (1951)
- Santa Lucia luntana..., regia di Aldo Vergano (1951)
- Fiamme sulla laguna, regia di Giuseppe Maria Scotese (1951)
- Lebbra bianca, regia di Enzo Trapani (1951)
- Trieste mia!, regia di Mario Costa (1951) (postumo)
- Salvate mia figlia, regia di Sergio Corbucci (1952) (postumo)
- Una madre ritorna, regia di Roberto Bianchi Montero (1952) (postumo)

### Doppiatori
- Gualtiero De Angelis in Enrico Caruso, leggenda di una voce (dialoghi), Una madre ritorna
- Giulio Panicali in Anni difficili
- Mario Del Monaco in Enrico Caruso, leggenda di una voce (canto)
- Giuseppe Rinaldi in Fiamme sulla laguna
- Adolfo Geri in Lebbra bianca